# Matka (opera)
Matka (opus 35) je čtvrttónová opera českého skladatele Aloise Háby na vlastní libreto.

## Vznik a historie díla
Alois Hába se od počátku 20. let 20. století intenzivně zabýval mikrotónovou hudbou, a to nejčastěji čtvrttónovou (bichromatickou). Důsledně pracoval nejen na teoretických základech včetně způsobů notového zápisu mikrotónové hudby (jeho první zásadní teoretickou prací jsou Harmonické zásady čtvrttónového systému z roku 1922), ale též na vývoji mikrotónových hudebních nástrojů (čtvrttónový klavír 1924, čtvrttónový klarinet 1925, čtvrttónové harmonium 1927) a především na kompozici různých hudebních žánrů. Většina jeho raných mikrotónových skladeb byla instrumentální (smyčcové kvartety č. 2, 3 a 4, třináct fantazií a suit pro čtvrttónový klavír), brzy však začal experimentovat i s vokálními útvary – jeho Suita ve čtvrttónové soustavě na citoslovce lidové písně pro mužský, ženský nebo smíšený sbor op. 13 (1922) je vůbec první vícehlasá vokální skladba v oboru mikrotónové hudby.
Aspirace prokázat oprávněnost a účinnost mikrotónového systému vedla Hábu k rozhodnutí složit v něm operu, tedy hudební útvar maximálně náročný po vokální i instrumentální stránce. Alois Hába si k opeře sám napsal prozaické libreto, které námětem i jazykem (nářečím) čerpá ze skladatelova rodného prostředí valašské vesnice.
Partituru opery Hába dokončil v říjnu 1929. V té době již vyjednával o jejím divadelním uvedení, které bylo přirozeně náročné. Zdá se, že neusiloval o uvedení v Národním divadle, které se nalézalo ve složité situaci jak umělecky (protesty proti soudobé hudbě, zejména skandál s premiérou Bergova Vojcka), tak finančně (k 1. lednu 1930 jeho správu převzal stát). Místo toho chtěl využít své renomé v Německu a již v září 1929 jednal s intendantem Josefem Turnauem o uvedení v operním divadle ve Frankfurtu nad Mohanem. Tato jednání ztroskotala, na hudebních slavnostech pořádaných Mezinárodní společností pro novou hudbu v Lutychu v září 1930 však o Hábův projekt projevil zájem dirigent Hermann Scherchen, který se zasadil u ředitele Mnichovských hudebních slavností Fritze Büchtgera o zařazení Matky na program festivalu v roce 1931. Přestože hudebníci i zpěváci účinkovali na slavnostech bez honoráře, pouze s uhrazením výloh, znamenalo uvedení opery velké náklady (bylo např. třeba objednat u továren v Jiříkově a Kraslicích nové čtvrttónové nástroje). Částí peněz přispěly československé orgány (ministerstvo zahraničních věcí, ministerstvo financí, prezidentská kancelář), nejdůležitější byla záruka, kterou za případný deficit převzalo Musikkolegium Winterthur, přesněji jeho sponzoři bratři Hans a Werner Reinhardtové.
Premiéru měla v německém překladu Viktora Josse (Die Mutter) v Mnichově 17. května 1931, a to nikoli ve Státní opeře, ale na druhé mnichovské operní scéně, Staatstheater am Gärtnerplatz. Dirigoval Hermann Scherchen, ale hudební nastudování vedl Karel Ančerl; režíroval František Pujman, výpravu dodal František Zelenka, titulní roli zpívala Tiny Debüserová, sedláka Křena Max Maillie. Od původně plánované účasti sboru Pražské konzervatoře bylo upuštěno.
Premiéra měla značný kritický úspěch, nicméně slavnosti skončily velkým deficitem, na kterém se náklady s uvedením Hábovy opery značně podílely. To vedlo mj. k ochlazení skladatelových vztahů s bratry Reinhardtovými. Řada divadel projevila zájem u pohostinské uvedení opery s mnichovským ansámblem (Hába jednal s operou ve Frankfurtu nad Mohanem, Zemským divadlem v Brně, Německým divadlem v Praze i s pražským rozhlasem), ale členové ad hoc sestaveného dobrovolnického souboru z Mnichova měli jiné závazky a ze všech plánů na reprízu sešlo.
V originále byla poprvé provedena v pražské Velké opeře 5. května dne 23. května 1947 pod Ančerlovým vedením a v režii Jiřího Fiedlera. Jedinou další inscenaci připravilo pražské Národní divadlo a předvedlo ji roku 1964 (4. a 5. května) na festivalu Maggio musicale ve Florencii; při té příležitosti byla pořízena rovněž gramofonová nahrávka opery.

## Charakteristika díla
Libreto ke své první opeře si Alois Hába napsal sám. Je – až na několik písní – v próze, a to ve skladatelově rodném valašském nářečí. Námět čerpá ze života prostého lidu na Valašsku, nejedná se ale o naturalistické vesnické drama ve stylu Foersterovy Evy, Janáčkovy Její pastorkyně nebo Burianovy Maryši. Vůbec zde chybí dramatický děj nebo situace ve vlastním smyslu, operu tvoří deset obrazů zachycujících s nestejně dlouhými odstupy prostý příběh ženy, která se vydala za vdovce, vychovala děti po jeho první ženě a přes veškeré potíže s chudou a početnou rodinou si prosadila své mateřské právo a přivedla na svět vlastní děti.
Skladatelovým záměrem nebylo vyprávět jen lokální příběh, ale zobrazit na něm sociální a duchovní témata, která považoval za důležitá. Sociální problematika byla zvláště živou otázkou v umění 20. let 20. století a zabýval se jí i Hába. Na vybraném příkladu mohl rovněž nabídnout své vlastní řešení v duchu antroposofické teorie, kterou zastával: láskou a sociálním cítěním překonat sobectví a uměním docílit duchovní obrody lidstva. Ztělesněním této idey je titulní hrdinka Matky Marie, která svou láskou, pevnou vůlí a morálním přesvědčením „vítězí nad pudovostí, násilím, primitivismem a […] nakonec [...] i nad smrtí.“ (Vysloužil). Přitom je děj prost veškeré sentimentality, řeč postav není rétorická, naopak obsahem i formou vychází přímo ze skladatelových vlastních zážitků.
Autorovým záměrem v této opeře nebylo jen složit hold rodnému kraji, ale současně vyjádřit a obhájit své hudební názory. Již ve svých teoretických pracích se pokoušel dokázat, že mikrotónová hudba není jen avantgardní intelektuální hříčkou, ale má kořeny v lidové muzikálnosti, jež se neomezuje na diatonickou soustavu (toto téma nadnesli též Béla Bartók a George Enescu). V Matce to je nejlépe ilustrováno na tradičních písňových formátech: kvartet plaček z 1. obrazu (vůbec nejoceňovanější místo opery, které také bylo jako první předmětem gramofonové nahrávky), Křenova píseň z 3. obrazu, svatební písně z 4. obrazu nebo ukolébavka z 6. obrazu. Ale stejně tak v recitativech je čtvrttónově reflektována reálná intonace valašského nářečí. Čtvrttónový systém se neuplatňuje jen v melodice, ať zpěvních nebo nástrojových hlasů, ale také v harmonii. Na základě svých dřívějších teoretických prací zde Hába využívá komplexních akordů, až osmnáctizvuků.
I při odkazech na folklór však Hábova hudba nemá za úkol dokumentovat lidovou píseň a řeč, ale je stále razantně moderní a svébytná. Na druhé straně není ani pouhým experimentem: Oproti svým raným skladbám, ve kterých zkoumal možnosti a hranice mikrotónových systémů, zde Hába podle vlastních slov použil „čtvrttónovou diatoniku“, ve které je tradiční tónová řada spíše obohacována než rušena.
Opera je velmi náročná na provedení, zejména pro zpěváky, neboť udržení čtvrttónové intonace po delší dobu je značně obtížné. Rovněž posluchač nezvyklý na mikrotónové intervaly je zprvu může pociťovat jako „falešné“. Dosavadní inscenace i nahrávka však potvrzují proveditelnost autorova záměru.

## Osoby
- Křen, sedlák (tenor)
- Maruša, jeho žena (soprán)
- Francka, Křenova dcera z prvního manželství (soprán)
- Nanka, Křenova dcera z prvního manželství (mezzosoprán)
- Maruša, Křenova dcera z prvního manželství (soprán)
- Francek, Křenův syn z prvního manželství (tenor)
- Vincek, Křenův syn z prvního manželství (tenor)
- otec Marušin (bas)
- švagrová (soprán)
- švagr (bas)
- kněz (tenor)
- první baba plačka (soprán)
- druhá baba plačka (soprán)
- třetí baba plačka (alt)
- čtvrtá baba plačka (alt)
- první soused (tenor)
- druhý soused (bas)
- družba (tenor)
- družička (soprán)

## Děj opery

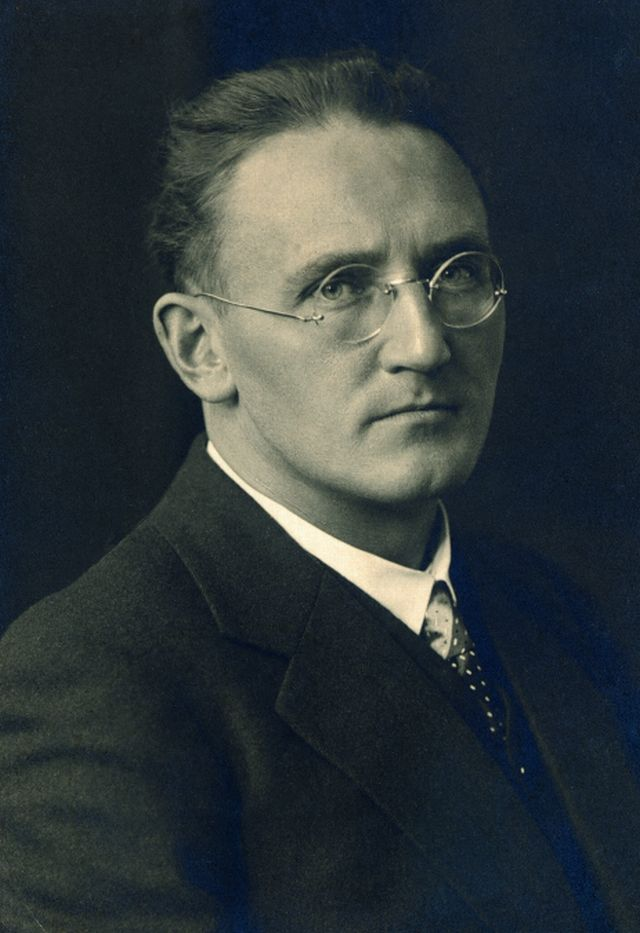
Hermann Scherchen, premiérový dirigent Matky

(Až na 3. a 4. obraz se všechny ostatní odehrávají v selské jizbě na Křenově statku)

### 1. obraz
Sedlák Křen stojí se švagrovou u rakve své ženy. Nebožčina sestra vyčítá vdovci tvrdost a neukojenost. "Nadřél ses na poli, ale ona chudák také, aj celý pořádek v domě mosela obstarat; a přecas jí žádnú noc nedál pokoja. Děcko šlo rok za rokem jedno po druhém!" A i když byla Anka vysoce těhotná, honil ji do práce a ani pro doktora neposlal, když vysílená umírala. "Tys ju zahubil!" Křen se brání, že ji měl přece rád. Šest dětí mu zůstalo na krku. Jejich osud leží na srdci i švagrové: hned po smutku by se měl Křen znovu oženit, ale která ho bude chtít, s takovou pověstí a s tolika dětmi? "Mosím hledat chudobnú."
Přicházejí sousedé. Čtyři baby plačky notují žalozpěv (Oh, ty naša dobrá súsedko, ty milá Aničko). Poté přichází kněz s ministranty a modlí se u rakve. Všichni přítomní se řadí do pohřebního průvodu a s rakví odcházejí.

### 2. obraz
(O rok později) Křen vaří snídani a dětem rozděluje úkoly. Cestou na pole se u něj zastavuje švagr. Pobaveně sleduje domácnost a připomíná vdovci, že rok smutku právě uplynul a že by si měl hledat hospodyni – však Křen chodí hrávat po muzikách a určitě při tom nějakou najde. Sedlák se svěřuje: skutečně už našel novou nevěstu z vedlejší vsi, chudobnou, ne už zcela mladou, ale pěknou, ráznou a zdravou. Co nevidět bude svatba.

### 3. obraz
(Cesta lesem, o několik dní později) Křen si jde pro nevěstu. Po roce půstu se cítí jako omládlý: "Šak su ešče zdravé chlapisko a mám chuť po ženskéj. Ej, to teplé tělo zaséj obejmút a stisknút!". Za bujarého zpěvu pokračuje v cestě.

### 4. obraz
(V domě u nevěsty, týž den večer) Svatební tanec a veselí. Na ženichovo vyzvání zpívá družba píseň o nevěstě (Maruša Macháňová, to byla děvčica vybíravá). Jak to, že ta, po které se ohlíželi všichni místní mládenci, se rozhodla pro přespolního vdovce? Ale i Maruša jim odpoví zpěvem (Mládenci z Lúček, éj vy mládenci z Lúček): "všeci utřeli ste hubu". Nakonec zazpívá svou píseň i ženich (Hleďte si ho vdovčisko, ej jaké dostál pěkné děvčisko), pak už ale svatebčany posílá pryč. Maruša se loučí s otcem, zmocňují se jí pochybnosti, zda si na gruntě se šesti dětmi bude vědět rady "Nic si nepřipúščaj," chlácholí ji Křen.

### 5. obraz
(Večer, po dvou letech) Maruša před spaním hovoří ke Křenovi. "Ja sa ti tady dřu na děcka a ty mňa tělem využíváš." Ale ona by si přála mít vlastní děti. I doktora navštívila, aby jí potvrdil, že je plodná. Křenovi se sice zdá, že má už "karhanů v chalupě" dost, ale Maruša stojí na svém: "Aj já chcu svoje právo, aj já mám cit jako každá jiná." A Křen se podvoluje.

### 6. obraz
(Po deseti letech) Maruša kolébá své čtvrté novorozeně, Tonečka. Křenova švagrová a nyní Tonkova kmotra jí přináší posilnění do kouta. Předkládá dítěti pětikorunu, obrázek a vdoleček, po čem sáhne. Dítě se napřahuje po vdolečku, chtělo by tedy být hospodářem – ale jak, když je nejmladší z deseti na jednom gruntě. Ale Maruša se nebojí: "kdo stvořil zajíčka, stvořil aj trávníček". Kmotra ji varuje, aby se nepřepínala, ale Maruša si hodlá svého zdraví hledět, aby nezanechala své děti sirotky jako nebožka Křenova první žena.
Ze starších Křenových dcer Francka hledí na nový přírůstek do rodiny nevraživě: "zas nový žráč na světě… už zas bude náš podíl menší". Ale Nanka s ní nesouhlasí – však pracovitá žena si muže i bez podílu najde – a kárá Francku za to, že se k nevlastním sourozencům chová zle. Maruša zpívá dítěti ukolébavku (Hali hali halučký, můj Tonečku malučký).

### 7. obraz
(O den později) Marušiny odrostlejší děti dělají školní úkoly, Křen je ale žene na polní práce a Maruši vyčítá, že se mazlí s nemluvnětem. Ta se ale nedá: "šak su také matka". A když se dětem ve škole daří, mohou mít lepší práci než na poli nebo řemeslo. "Ti starší měli beztoho tupú hlavu." Když ale sedlák děti přiměje k odchodu, ukáže se, proč sám přišel z pole za ženou: "No Marušo, daj mi přeca, daj mi!". Ta mu uhýbá, vždyť je ještě slabá po porodu; už pro ty děti si musí šetřit zdraví. Když na ni ale Křen vztáhne ruku, rázně se mu ubrání: "Tu máš za nebožku, tu máš aj za mňa!... A hybaj aj ty do práce, šak ono ťa to tam už přejde." O samotě si však povzdechne; je těžké být ženou i matkou.

### 8. obraz
(O tři dny později, dvě hodiny s půlnoci) Starší Křenovi synové Vincek a Francek si stěžují na chudobu, "je nás moc a hospodářství malé". Ale oba umí řemeslo, lépe bude, když po žních odejdou za vlastním životem. Maruša sama ve světnici: je celodenní prací unavena, ale ještě musí udělat nějaké správky. Pozoruje své spící děti. Zdali někdy pochopí, co je to láska mateřská? Možná odejdou a zapomenou. "Bóže daj mi zdraví, daj mi síly a trpělivosti."

### 9. obraz
(Příští den, pět hodin ráno) Křen budí děti, aby odvedly ještě nějakou práci na poli, než půjdou do školy. Francka vstává, Maruši (dceři) se nechce. Křen se hněvá, žena děti brání a muži radí, aby se místo vztekání raději sám pustil do práce.

### 10. obraz
(O deset let později) Maruša a Křen sedí ve světnici sami. Podílu na otcovském statku zbylo každému z dětí málo, ale přece se jim špatně nevede. Starší synové odešli za štěstím do Ameriky; dcery se provdaly; Marušini synové vystudovali. Na statku jako jediná opora rodičům nakonec zůstal jen poslední Tonek, za dětství tak často odstrkovaný, a nyní právě on převezme grunt. Maruša si musela své děti vybojovat, ale teď se o ně nestrachuje: "Víja, že nejsú na tom světe enom z mého těla, ale aj z méj boží duše, která si jich žádala." A Křen jí dává za pravdu: "Dobře sa stalo, Marušo, dobře sa stalo."

## Nahrávka
- 1964, Supraphon. Zpívají (Křen) Oldřich Spisar, (Maruša) Vlasta Urbanová, (Francka) Marcela Lemariová, (Nanka) Marta Sandtenerová, (Maruša dcera) Jana Polívková, (Francek) Lubomír Havlák, (Vincek) Miroslav Borský, (otec Marušin) Vladimír Jedenáctík, (švagrová) Eva Zikmundová, (švagr) Přemysl Kočí, (kněz) Jiří Janoušek, (plačky) Jana Kostelecká, Eva Zikmundová, Hana Zelenková, Jana Polívková, (sousedé) Miroslav Borský, Jaromír Bělor,(družba) Milan Karpíšek, (družička) Hana Zelenková. Sbor Národního divadla v Praze a orchestr Smetanova divadla v Praze řídí Jiří Jirouš, na čtvrttónový klavír hraje Jiří Pokorný. LP vydáno 1965 (DV 6144-45), CD roku 1992 (SUP 108258-2 612)